# 格哈德·奥尔
格哈德·奥尔（德語：Gerhard Auer，1943年6月29日—2019年9月21日），德国男子赛艇运动员。他曾代表西德参加1972年夏季奥林匹克运动会赛艇比赛，获得男子四人单桨有舵手金牌。